# J. Torres
J. Torres (* 1969 in Manila; eigentlich Joseph Torres) ist ein kanadischer Comicautor. Er schreibt den monatlichen Teen Titans Go! Titel für DC Comics, die vierteljährliche Serie Love As A Foreign Language für Oni Press, und trägt zur Hi Hi Puffy AmiYumi Show für Cartoon Network und Comicserie für DC bei.

## Leben
Der Schriftsteller wuchs in Montreal auf, wo er an der McGill University unterrichtet wurde, wohnt aber derzeit in Toronto.
Seine verschiedenen Projekte haben ihm Nominierungen für den prestigereichen Eisner Award (Alison Dare, 2003), Harvey Award (Sidekicks, 2001) und Shuster Award ("Herausragender kanadischer Schreiber" 2004 und 2005) eingebracht.
Andere Verdienste beinhalten die Arbeit an Batman, Black Panther, Rugrats und X-Men-Comics; Kinderbücher für Scholastic sowie Schriften für Magazine wie Kayak, Whoa und Nickelodeon (z. B. Avatar: Der Herr der Elemente).
Kommende Publikationen beinhalten Lola: A Ghost Story und Dead Goombas für Oni Press, wie auch Ausgaben von Batman Strikes und Cartoon Network Block Party für DC und die Degrassi: Extra Credit Serie von Graphic Novels für Simon & Schuster.

## Werke
- The Collected Alison Dare: Little Miss Adventures, Vol. 1 mit J. Bone - Oni Press, ISBN 1-929998-20-1
- The Collected Alison Dare: Little Miss Adventures, Vol. 2 mit J. Bone - Oni Press, ISBN 1-932664-25-4
- The Copybook Tales mit Tim Levins und Jeff Wasson - Oni Press, ISBN 1-929998-39-2
- Days Like This mit Scott Chantler – Oni Press, ISBN 1-929998-48-1
- Jason & The Argobots Vol. 1: Birthquake mit Mike Norton - Oni Press, ISBN 1-929998-55-4
- Jason & The Argobots Vol. 2: Machina Ex Deus mit Mike Norton - Oni Press, ISBN 1-929998-56-2
- Love As A Foreign Language Vol. 1 mit Eric Kim - Oni Press, ISBN 1-932664-06-8
- Love As A Foreign Language Vol. 2 mit Eric Kim - Oni Press, ISBN 1-932664-15-7
- Love As A Foreign Language Vol. 3 mit Eric Kim - Oni Press, ISBN 1-932664-18-1
- Love As A Foreign Language Vol. 4 mit Eric Kim - Oni Press, ISBN 1-932664-19-X
- Love As A Foreign Language Vol. 5 mit Eric Kim - Oni Press, ISBN 1-932664-394
- Love As A Foreign Language Vol. 6 mit Eric Kim - Oni Press, ISBN 1-932664-40-8
- Love As A Foreign Language Omnibus 1 mit Eric Kim - Oni Press, ISBN 1-932664-41-6
- Scandalous mit Scott Chantler - Oni Press, ISBN 1-929998-98-8
- Sidekicks: The Transfer Student mit Takeshi Miyazawa - Oni Press, ISBN 1-929998-40-6
- Teen Titans Go Digest Vol. 1: Truth, Justice, Pizza mit Todd Nauck - DC Comics, ISBN 1401203337
- Teen Titans Go Digest Vol. 2: Heroes On Patrol mit Todd Nauck - DC Comics, ISBN 1401203345
- Teen Titans Go Digest Vol. 3: Bring It On mit Todd Nauck - DC Comics, ISBN 1401205119
- X-Men: Ronin mit Makoto Nakatsuka - Marvel Comics, ISBN 0785111158